# Ostrovánky
Ostrovánky (německy Ostrowanek, dříve Ostrawsko) jsou obec v okrese Hodonín v Jihomoravském kraji, 5 km severozápadně od Kyjova. Žije zde 225 obyvatel. Od roku 2002 je součástí Mikroregionu Babí lom.
Obyvatelé se svými kroji řadí do severní hanácko-slovácké oblasti.

## Historie
Na katastru obce jsou čtyři archeologické lokality. První písemná zmínka v listině olomouckého biskupa Jindřicha Zdíka připomíná obec v roce 1141 jako majetek břeclavského kostela. Dříve se užíval i název Ostrovany nebo Ostrov. V letech 1510–1515 se Ostrovánky uvádějí jako pusté a byly začleněny do ždánického panství. Po třicetileté válce bylo místo opět pusté a nazýváno Ostrovsko a při následném osidlování i jako Ostrovská Lhota. Podle ždánické matriky se zde začali lidé znovu usazovat v letech 1675–1681. Jsou dochovány pečeti z let 1679 a 1821, kdy byla obec samostatná. V letech 1850–1888 byla přičleněna k sousednímu Nechvalínu. V roce 1976 byla znovu spojena s Nechvalínem a od roku 1980 s Bukovany. Od roku 1990 jsou opět samostatnou obcí.

### Obecní symboly
Od 27. června 2001 obec užívá znak a prapor. Znak obce je rozdělen na dvě pole. V horním bílém je zobrazen žalud se dvěma listy podle pečeti z roku 1679. V dolní zelené části je žlutý vinný hrozen symbolizující vinařskou tradici a byl převzat z razítka obce na přelomu 19. a 20. století. Bílá barva horního pole je odvozena od svatého Václava, jemuž je zasvěcena místní kaple. Zelená odkazuje na zemědělství a pastevectví v obci.
Na praporu jsou zobrazeny motivy obecního znaku. Mezi dvěma zelenými postranními svislými pruhy je jeden bílý a na jeho středu pak žalud se dvěma listy.

## Pamětihodnosti
- Kaple sv. Václava byla postavena kyjovským stavitelem Františkem Říhovským v roce 1931. Oltářní obraz namaloval Jano Köhler.
- Kaple Panny Marie z roku 1884
- Kříž u kaple sv. Václava z roku 1939

## Obyvatelstvo
Dle sčítání lidu v roce 2011 žilo v obci 207 obyvatel, z nichž se 154 (74,4 %) přihlásilo k české národnosti a 42 (20,3 %) k moravské. V obci je 82 domů. Při sčítání lidu v roce 1930 zde žilo 324 obyvatel, což bylo nejvíce od roku 1869.
V roce 2011 se 124 (59,9 %) obyvatel označilo za věřící, 111 (53,6 %) se jich přihlásilo k římskokatolické církvi, 7 k církvi československé husitské a 1 ke svědkům Jehovovým. 69 (33,3 %) obyvatel se označilo jako bez náboženské víry a 14 (6,8 %) na otázku víry neodpovědělo. Obec náleží do farnosti Lovčice v rámci hodonínského děkanství.